# Bayside Shakedown 2
Série
Bayside Shakedown: The Movie
(1998) Bayside Shakedown 3
(2010)
Pour plus de détails, voir Fiche technique et Distribution.
Bayside Shakedown 2 (踊る大捜査線 THE MOVIE 2 レインボーブリッジを封鎖せよ!, Odoru daisosasen: The Movie 2 - Rainbow Bridge wo fūsa seyo!) est un film japonais réalisé par Katsuyuki Motohiro, sorti en 2003.

## Synopsis
Cinq ans après le premier film, la juridiction de Wangan est devenu un lieu touristique. Les agents de la station de Wangan ont désormais fort à faire pour traiter toutes sortes de problèmes liés aux touristes.
Lors d'un entrainement, le sergent-détective Shunsaku Aoshima et plusieurs autres détectives jouant le rôle de terroristes battent une unité d'élite devant la hiérarchie de la police et les médias. Tous les détectives se voient rapidement bloquer leur salaire par le quartier général.
Lorsqu'une série de meurtres de dirigeants d'entreprise commence à se produire, Aoshima saute sur l'occasion de résoudre un crime spectaculaire, mais le quartier général une équipe d'enquêteurs à Wangan.

## Fiche technique
- Titre : Bayside Shakedown 2
- Titre original : 踊る大捜査線 THE MOVIE 2 レインボーブリッジを封鎖せよ! (Odoru daisosasen: The Movie 2 - Rainbow Bridge wo fūsa seyo!)
- Réalisation : Katsuyuki Motohiro
- Scénario : Ryōichi Kimizuka
- Musique : Akihiko Matsumoto
- Photographie : Osamu Fujīshi
- Montage : Takuya Taguchi
- Production : Takashi Ishihara, Chihiro Kameyama et Hirotsugu Usui
- Société de production : Fuji Television Network, INP, Robot Communications et Tōhō
- Pays :  Japon
- Genre : Action et comédie policière
- Durée : 138 minutes
- Dates de sortie : 
  - Japon : 19 juillet 2003

## Distribution
- Yūji Oda : Shunsaku Aoshima
- Toshirō Yanagiba : Shinji Muroi
- Eri Fukatsu : Sumire Onda
- Miki Mizuno : Yukino Kashiwagi
- Yūsuke Santamaria : Masayoshi Mashita
- Chōsuke Ikariya : Heihachiro Waku
- Ryūnosuke Kamiki : le fils de la famille de pickpockets
- Kōtarō Koizumi : Koike
- Ayaka Komatsu : la lycéenne
- Mion Mukaichi : Rokako
- Takashi Okamura

## Distinctions
Le film est nommé pour 12 Japan Academy Prizes et remporte le prix du film le plus populaire.

## Box-office
À sa sortie, le film rapporte 17,35 milliards de yens. C'est alors le 5ème plus gros succès de l'histoire du box-office japonais.